# Stojnik (Sopot)
Stojnik (em cirílico:Стојник) é uma vila da Sérvia localizada no município de Sopot, pertencente ao distrito de Belgrado, nas regiões de Šumadija e Kosmaj. A sua população era de 642 habitantes segundo o censo de 2002.

## Demografia
| 1948  | 1953  | 1961  | 1971 | 1981 | 1991 | 2002 |
| ----- | ----- | ----- | ---- | ---- | ---- | ---- |
| 1 493 | 1 471 | 1 175 | 953  | 769  | 679  | 642  |